# ГЕС Біг-Бенд
ГЕС Біг-Бенд — гідроелектростанція у штаті Південна Дакота (Сполучені Штати Америки). Знаходячись між ГЕС Oahe та ГЕС Fort Randall, входить до складу каскаду на річці Міссурі, найбільшій правій притоці Міссісіпі (басейн Мексиканської затоки).
В рамках проєкту річку перекрили земляною греблею висотою 29 метрів та довжиною 3222 метри, яка потребувала 13 млн м3 матеріалу (крім того, на бетонні споруди витратили 413 тис. м3 бетону). Вона утримує витягнуте по долині Міссурі на 129 км водосховище Lake Sharpe з площею поверхні 230,2 км2 та об'ємом 2,34 млрд м3, в тому числі 0,14 млрд м3 становить корисний об'єм для виробництва електроенергії (коливання рівня між позначками 432,8 та 433,4 метра НРМ), а ще 0,07 млрд м3 зарезервовано для протиповеневих заходів (діапазон рівня поверхні від 433,4 до 433,7 метра НРМ).
Пригреблевий машинний зал обладнали вісьмома пропелерними турбінами потужністю по 67,6 МВт (загальна номінальна потужність станції на рівні 493 МВт), які працюють при напорі від 15 до 23 метрів (номінальний напір 20 метрів).